# Duca di Medina Sidonia

Stemma del Duca di Medina Sidonia

I duchi di Medina Sidonia sono un casato di grandi di Spagna, che ottenne il più antico ducato spagnolo nel 1445 dal re Giovanni II di Castiglia e che fu la famiglia nobile più potente dell'Andalusia.
Il membro più noto della famiglia fu don Alonso Pérez de Guzmán y Sotomayor, settimo duca di Medina Sidonia, che comandò l'Invincibile Armata alla fine del Cinquecento.
La concessione di almadrabas (tonnare lungo la costa mediterranea) fu una delle fonti della fortuna dei Medina Sidonia.

## Conti di Niebla (1369-1445)
| Da       | Al   | Conte di Niebla                                                             |
| -------- | ---- | --------------------------------------------------------------------------- |
| ca. 1369 | 1396 | Juan Alonso de Guzmán, primo conte di Niebla                                |
| 1396     | 1436 | Enrique Pérez de Guzmán, secondo conte di Niebla                            |
| 1436     | 1468 | Juan Alonso de Guzmán, terzo conte di Niebla e primo duca di Medina Sidonia |

## Duchi di Medina Sidonia dal 1445

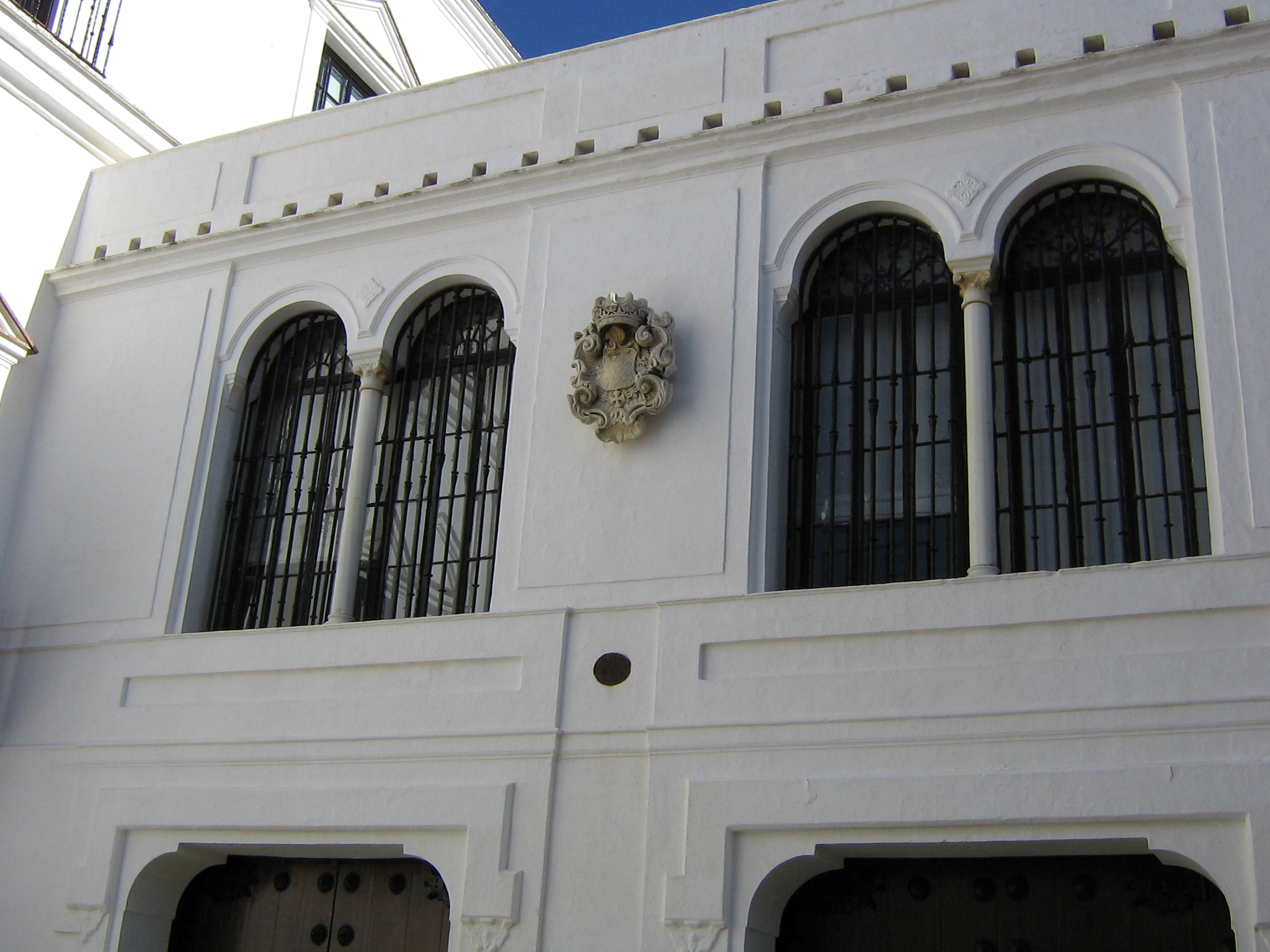
La facciata del palazzo del duca di Medina Sidonia

| Da   | Al   | Duca di Medina Sidonia                                                       |
| ---- | ---- | ---------------------------------------------------------------------------- |
| 1445 | 1468 | Juan Alonso de Guzmán, primo duca di Medina Sidonia                          |
| 1468 | 1492 | Enrique Pérez de Guzmán, secondo duca di Medina Sidonia                      |
| 1492 | 1507 | Juan Alfonso Pérez de Guzmán, terzo duca di Medina Sidonia                   |
| 1507 | 1512 | Enrique Pérez de Guzmán, quarto duca di Medina Sidonia                       |
| 1512 | 1549 | Alfonso Pérez de Guzmán, quinto duca di Medina Sidonia                       |
| 1549 | 1559 | Juan Alfonso Pérez de Guzmán, sesto duca di Medina Sidonia                   |
| 1559 | 1615 | Alonso Pérez de Guzmán y Sotomayor, settimo duca di Medina Sidonia           |
| 1615 | 1636 | Juan Manuel Pérez de Guzmán, ottavo duca di Medina Sidonia                   |
| 1636 | 1664 | Gaspar Alfonso Pérez de Guzmán, nono duca di Medina Sidonia                  |
| 1664 | 1667 | Gaspar Juan Pérez de Guzmán, decimo duca di Medina Sidonia                   |
| 1667 | 1713 | Juan Claros Pérez de Guzmán, undicesimo duca di Medina Sidonia               |
| 1713 | 1721 | Manuel Pérez de Guzmán, dodicesimo duca di Medina Sidonia                    |
| 1721 | 1739 | Domingo José Pérez de Guzmán, tredicesimo duca di Medina Sidonia             |
| 1739 | 1779 | Pedro de Alcántara Pérez de Guzmán, quattordicesimo duca di Medina Sidonia   |
| 1779 | 1796 | José María Álvarez de Toledo, quindicesimo duca di Medina Sidonia            |
| 1796 | 1821 | Francisco de Borja Álvarez de Toledo, sedicesimo duca di Medina Sidonia      |
| 1821 | 1867 | Pedro de Alcántara Álvarez de Toledo, diciassettesimo duca di Medina Sidonia |
| 1867 | 1900 | José Joaquín Álvarez de Toledo, diciottesimo duca di Medina Sidonia          |
| 1905 | 1915 | José Joaquín Álvarez de Toledo, diciannovesimo duca di Medina Sidonia        |
| 1915 | 1955 | Joaquín Álvarez de Toledo, ventesimo duca di Medina Sidonia                  |
| 1955 | 2008 | Luisa Isabel Álvarez de Toledo, ventunesima duchessa di Medina Sidonia       |
| 2008 | ...  | Leoncio Alonso González de Gregorio, ventiduesimo duca di Medina Sidonia     |

## Albero genealogico

### Dalle origini a Juan Manuel Pérez de Guzman
1. Juan Alonso de Guzman y Suaréz de Figueroa Orozco,, I duca di Medina Sidonia (1405-1468) - sposò nel 1434 Maria de la Cerda y Sarmiento (?-1468), signora di Huelva e dell'Isola di Saltés;
  1. (legittimati nel 1468 con Isabel de Meneses 1420-1494) Enrique de Guzman (1440-1492) - II duca di Medina Sidonia - sposò nel 1463 Leonor de Ribera y Mendoza:
    1. Juan Alonso Pérez de Guzman, III duca di Medina Sidonia (1466-1507) - sposò in prime nozze Isabel Fernandez de Velasco; in seconde nozze Leonor de Zuniga y Guzman:
      1. (I) Leonor de Mendoza (1486-1516) - sposò nel 1500 Giacomo di Braganza (1479-1532): con discendenza;
      2. (I) Mencia de Guzman - sposò Pedro Girón y Velasco, III conte di Ureña (1477-1531)
      3. (I) Isabel de Guzman y de Velasco, priora del monastero di Nostra Signora della Pietà a Casalarreina
      4. (I) Enrique de Guzman, IV duca di Medina Sidonia (1493-1513)
      5. (II) Alfonso Pérez de Guzmán, (1500-1549) V duca di Medina Sidonia - sposò nel 1513 Ana de Aragon y Gurea, figlia di Alfonso d'Aragona (1470-1520)
      6. (II) Juan Alonso de Guzman (1502-1558), VI duca di Medina Sidonia - sposò sua cognata Ana de Aragon y Gurea, dopo l'annullamento del matrimonio con Alfonso Péres
        1. Juan Claros de Guzman (1519-1556) - sposò nel 1542 Leonor Manrique de Sotomayor
          1. Alonso Pérez de Guzmán y Sotomayor (1550-1615), VII duca di Medina Sidonia - sposò nel 1565 Ana de Silva y Mendoza (1560-1610), consumato nel 1572:
            1. Juan Manuel Pérez de Guzmán, VIII duca di Medina Sidonia - discendenti vedi sotto:

          2. Maria Andrea Coronel de Guzman - sposò nel 1567 suo cugino Francisco Diego López de Zúñiga y Mendoza, VI duca di Béjar (1550-1601): con discendenza;

      7. (II) Pedro de Guzman, primo conte di Olivares - discendenti vedi: Casato di Olivares
      8. (II) Leonor de Guzman - sposò Diego Valencia Benavides
      9. (II) Felix de Guzman

  2. (legittimati nel 1468 con Isabel de Meneses 1420-1494) Alvaro de Guzman - sposò Maria Manuel de Figueroa
  3. (illegittima con Elvira de Guzman, figlia di Alvar Pérez de Guzman): Teresa Pérez de Guzman y Guzman (1446-?) - sposò nel 1460 Pedro de Zuniga y Manrique de Lara
  4. (illegittimo con sua cugina Urraca de Guzman el Bueno y Figueroa, figlia di suo zio Alfonso Perez de Guzman Castilla) Juan Urraco de Guzman: con numerosa discendenza;
  5. (illegittimo con sua cugina Urraca de Guzman el Bueno y Figueroa, figlia di suo zio Alfonso Perez de Guzman Castilla) Lorenzo Urraco de Guzman (1447-?), chierico
  6. (illegittimo con Catalina de Galvez) Fadrique de Guzman: con discendenza;
  7. (illegittimo con Catalina de Galvez) Alfonso de Guzman (?-1473)
  8. (illegittimo con Catalina de Galvez) Pedro de Guzman (?-1473) - sposò una delle figlie di Alfonso de Cardenas (1423-1493)

### Da Juan Manuel Pérez de Guzman a José Maria Alvaréz de Toledo
1. Juan Manuel Pérez de Guzmán, VIII duca di Medina Sidonia (1579-1636) - sposò nel 1598 Juana Goméz de Sandoval y Rojas y de la Cerda:
  1. Alonso de Pérez de Guzman y Gomez y Sandoval
  2. Gaspar Alfonso Pérez de Guzmán (1602-1664), IX duca di Medina Sidonia - sposò nel 1622 sua zia Ana María Pérez de Guzmán (1607-1637) - sposò nel 1640 Juana Fernandez de Cordoba (1601-1680):
    1. Manuel de Guzmán;
    2. Gaspar Juan Pérez de Guzmán (1630-1667) X duca di Medina Sidonia; sposò Antonia de Haro;
    3. Francisco de Guzmán;
    4. Juan Alfonso de Guzmán;
    5. Luisa de Guzmán;
    6. Gaspar Alfonso de Guzmán;
    7. (II) Francisco Felipe de Guzman
    8. (II) Juan Claros Pérez de Guzman (1642-1713) XI duca di Medina Sidonia - sposò nel 1670 Antonia Teresa Pimentel (1646-?); sposò Mariana Nunez Felipez de Guzman y Velez
      1. (I) Manuel Alonso Pérez de Guzman (1671-1721), XII duca di Medina Sidonia - sposò nel 1687 Luisa de Silva Mendoza y de Garo (1670-1722). Ebbero undici figli tra cui:
        1. Domingo José Claros Alonso Pérez de Guzman (1691-1739), XIII duca di Medina Sidonia - sposò nel 1722, Josefa Fenicula Lopez Pacheco y Moscoso-Osorio:
        2. Pedro de Alcántara Alonso Pérez de Guzmán, (1724-1779), XIV duca di  Medina Sidonia - sposò nel 1743 Mariana de Silva y Alvarez de Toledo - senza discendenza; il titolo passò a suo cugino José María Álvarez de Toledo
        3. Francisca Bibiana Pérez de Guzman y Mendoza - sposò nel 1721 José María Joaquín Téllez-Girón y Benavides, VII duca di Osuna (1685-1733): con discendenza;
        4. Juana Pérez de Guzman y Mendoza (?-1736) - sposò nel 1713 Fadrique Vicente de Toledo Osorio (1686-1753): con discendenza;
        5. Rosa Pérez de Guzman y Mendoza - sposò Joaquín Palafox Centurión, VI marchese di Ariza; con discendenza;

    9. (II) Josefa de Guzman

  3. Luisa di Guzmán (1613-1666) sposò nel 1633 Giovanni IV di Braganza (1604-1656): con discendenza;

### discendenti di José Maria Alvarez de Toledo
1. Antonio Álvarez de Toledo y Pérez de Guzmán (1716-1773) - sposò nel 1735 Teresa Fernandez de Cordoba (1713-1757);sposò in seconde nozze nel 1754 Maria Antonia Dorotea Gonzaga (1735-1801):
  1. Maria de la Concepcion de Toledo - sposò Nicolás María Ibáñez de Segovia, VII marchese di Mondéjar;
  2. María de la Encarnación Álvarez de Toledo y Gonzaga, moglie di  Juan de la Cruz Bellvís de Moncada y Pizarro, XVI marchese di Mondejar.
  3. José Álvarez de Toledo Osorio,  XV duca di Medina Sidonia (1756-1796) - sposò nel 1775 Maria Teresa Cayetana de Silva (1762-1802)
  4. María Ignacia Álvarez de Toledo y Gonzaga, moglie di Vicente Joaquín Osorio de Moscoso y Guzmán, XIII duca di Sessa.
  5. Francisco de Borja Álvarez de Toledo y Gonzaga, XVI duca di Medina Sidonia (1763-1821) - sposò nel 1798 María Tomasa de Palafox (1780-1835)
    1. Francisco Alvarez de Toledo y Palafox (1799-1816)
    2. Maria Teresa Alvarez de Toledo y Palafox (1801-1866) - sposò Joaquín Florencio Cavero de Ahones y Tarazona (1796-1876), VI conte di Sobradiel;
    3. Pedro de Alcántara Álvarez de Toledo y Palafox (1803-1867),  XVII duca di Medina Sidonia - sposò nel 1822 Joaquina de Silva y Téllez-Giron (1802-1876):
      1. Isabel Alvarez de Toledo y Silva (1823-1867) - sposò il principe Juan Andrea Colonna, XIV duca di Paliano: con discendenza;
      2. Teresa Alvarez de Toledo y Silva (1824-1883) - sposò Ignacio Álvarez de Toledo, XVII conte di Sclafani: con discendenza;
      3. José Joaquín Álvarez de Toledo, XVIII duca di Medina Sidonia (1826-1900) - sposò nel 1846 Rosalía Caro y Álvarez de Toledo:
        1. Maria Alvarez de Toledo y Caro (1847-1929), XII contessa di Adernò - sposò Ortuño de Ezpeleta,  IV duca di Castroterreño: con discendenza;
        2. Alonso Alvarez de Toledo y Caro (1850-1897), XXII conte di Niebla, e nel 1892, XV marchese de los Vélez - sposò María Trinidad Caballero y Muguiro
        3. Inés Alvarez de Toledo y Caro (1857-1937), XVI marchesa di Cazaza - sposò Fernando Ramírez de Haro y Patiño, XIII conte di Villariezo, e dal 1916, XIII conte di Bornos: con discendenza;
        4. José Alvarez de Toledo y Caro (1862-1880), XVII marchese di Molina
        5. Joaquín Álvarez de Toledo, XIX duca di Medina Sidonia (1865-1915) - sposò nel 1893 sua cugina Rosalia Caro y Caro
          1. Joaquin Alvarez de Toledo y Caro (1894-1955), XX duca di Medina Sidonia - sposò Maria del Carmen Maura y Herrera
            1. Luisa Isabel Alvarez de Toledo y Maura (1936-2008), XXI duchessa di Medina Sidonia - sposò nel 1955 José Leoncio Gonzalez de Gregorio y Marti (1930-2008), da cui si separò nel 1958, divorziando ufficialmente nel 2005. Undici ore prima di morire, sposò la sua compagna dal 1984, Liliana Maria Dahlmann (1956-)
              1. Leoncio Alonso Gonzalez de Gregorio y Alvarez de Toledo (1956-), XXII duca di Medina Sidonia - ha sposato nel 1982 Maria Montserrat Viñamata y Martorell (1962-), divorziando nel 1998; nel 2001 ha sposato Pamela Garcia Liceaga Damian (1956-)
                1. Alonso Enrique González de Gregorio y Viñamata (1983-), XVI duca Fernandina.
                2. María de la Soledad González de Gregorio y Viñamata (1989-), ha sposato nel 2017 Jérémy Begard

              2. Maria del Pilar Leticia Gonzalez de Gregorio y Alvarez de Toledo (1957-) - sposò nel 1977, divorziando nel 1981, Rafael Marquez, IX conte de las Torres de Alcorrin; sposò nel 1990 Tomas Maria Terry y Merollo, divorziando nel 1995; ha sposato nel 2000 Joaquin Soriano (1941-), annullato poco dopo:
                1. (I) José Marquez y Gonzalez de Gregorio (1978-) - che ha sposato nel 2010 Edina Melanie Marie Zichy
                2. (II) Tomas Terry y Gonzalez de Gregorio (1991-)

              3. Gabriel Ernesto González de Gregorio y Álvarez de Toledo 1958-).

          2. Alonso Alvarez de Toledo y Caro (1895-1936), XIX marchese di Molina
          3. Maria Alvarez de Toledo y Caro (1898-1974), III duchessa di San Cristina - sposò Rafael Marquez y Castillejo: con discendenza;
          4. José Alvarez de Toledo y Caro (1899-1957)
          5. Maria del Rosario Alvarez de Toledo y Caro (1901-1955), III marchesa di Valverde - sposò Salvador Ferrandis y Luna

      4. Maria Alvarez de Toledo y Silva (1830-1897), XX contessa di Golisano - sposò Cayetano de Vito Piscicelli: con discendenza;
      5. Rosalia Alvarez de Toledo y Silva (1833-1865) - sposò Adolfo Ruspoli, II duca de la Alcudia: con discendenza;
      6. Alonso Alvarez de Toledo y Silva (1835-1895), XI marchese di Martorell - sposò Genoveva de Samaniego: con discendenza;
      7. Pedro Alvarez de Toledo y Silva (1841-1898), IX marchese de Villanueva de Valdueza - sposò María del Milagro de Lara y San Juan;
      8. Carlos Alvarez de Toledo y Silva (1842-1865)

    4. María del Rosario Tomasa Álvarez de Toledo y Palafox (1805-1870), sposò Pedro Caro y Salas, IV marchese de la Romana;
    5. Luis Álvarez de Toledo y Palafox (1806-1809).
    6. María Francisca Álvarez de Toledo y Palafox (1808-1810).
    7. José María Álvarez de Toledo y Palafox (1812-1885) XII duca di Bivona - sposò María del Carmen de Acuña y Dewitte
    8. Ignacio Álvarez de Toledo y Palafox (1812-1878), XIX conte di Sclafani - sposò Teresa Álvarez de Toledo y Silva: con discendenza;
    9. María Josefa Álvarez de Toledo y Palafox (?-1837).

  6. Pedro de Alcántara Álvarez de Toledo y Gonzaga (1765-1824), sposato con María del Carmen Josefa de Zúñiga y Fernández de Velasco
2. Jose Maria Alvarez de Toledo